# شاندی فینیسی
شاندی فینیسی (به انگلیسی: Shandi Finnessey) (زاده ۹ ژوئن ۱۹۷۸) بازیگر، مجری تلویزیون، مدل و ملکه زیبایی اهل آمریکا است.
او در سال ۲۰۰۴ ملکه زیبایی ایالات متحده آمریکا شد و به نمایندگی از آمریکا در مراسم دوشیزه جهان ۲۰۰۴ شرکت کرد و مقام اول را بعد از برنده اصلی کسب کرد.